# 三星Galaxy S4 Active
三星Galaxy S4 Active（英語：Samsung Galaxy S4 Active）是一部由三星電子生產的Android智能手机，於2013年6月發佈。作為三星Galaxy S4的變種，S4 Active在規格上與Galaxy S4相若，但加入基於IP67規格的抗水防塵功能，及採用更工業化的設計。Galaxy S4 Active的後繼型號為S5 Active。

## 發行
2013年6月21日，S4 Active於美國由AT&T率先發售，並提供「Dive Blue」及「Urban Gray」兩種顏色選擇，型號為SGH-i537。而其國際版本則於同年第三季推出，型號為GT-I9295。

## 產品規格
S4 Active繼承了S4大部份的硬件規格，包括採用與S4相同的高通驍龍600四核心處理器、2 GB RAM及5吋1080p顯示屏。然而，該產品的顯示屏卻為採用第二代康寧大猩猩玻璃的TFT LCD顯示屏，有別於S4採用的Super AMOLED顯示屏（配備第三代康寧大猩猩玻璃）；而其採用的800萬像素後置鏡頭亦與S4的1300萬像素鏡頭迥然不同。在硬件設計上，S4 Active除機身較厚、採用金屬鉚釘、於接口位置加上保護蓋（在不使用相關接口的情況下，可利用保護蓋以掩護接口）及採用三顆實體導航鍵以取代實體Home鍵及電容式返回／菜單鍵外，其餘均與S4大致相約。該產品的設計達到IP67標準，意味著能夠在水深達1（3.3英尺）浸沒長達30分鐘，亦具備防塵功能。而在軟件方面，S4 Active於啟動時採用類似於S4的軟件，為搭配TouchWiz的Android 4.2.2「Jelly Bean」操作系統。此外，其相機軟件中的「Dual Shot」功能被替換為專門用作在水下拍攝相片的「Aqua Mode」，當該模式啟動時，觸控屏幕將被禁用，而音量鍵則充當快門鍵。
專為AT&T型號而設的Android 4.4.2「KitKat」更新於2014年4月開始推送，但因技術原因一度暫停推送，至2014年6月才恢復；而國際版本亦於同年5月獲接受相同更新。2015年4月，三星官方為S4 Active釋出Android 5.0「Lollipop」的更新。

## 評價
《Engadget》對於該產品呈正面評價，認為S4 Active相對於S4擁有一個更「高端」（high-end）的外觀，而加厚的機身亦令握感更佳，且從易用性而言，感覺實體鍵的設計「絕對優越」（definitely superior）。然而，該網站亦對該產品提出數點不足，包括其顯示屏的質素相對於Super AMOLED而言較差。

## 外部連結
- 官方網站 （页面存档备份，存于）